# Suddivisione amministrativa dello Yunnan
La provincia dello Yunnan è suddivisa amministrativamente come di seguito illustrato.

## Unità amministrative
- 16 prefetture o unità amministrative a livello equivalente
  - 8 città con status di prefettura (地级市 dìjíshì)
  - 8 prefetture autonome (自治州 zìzhìzhōu)
    - 129 contee o unità amministrative a livello equivalente
      - 11 città con status di contea (县级市 xiànjíshì)
      - 77 contee (县 xiàn)
      - 29 contee autonome (自治县 zìzhìxiàn)
      - 12 distretti (市辖区 shìxiáqū)
        - 1455 città o unità amministrative a livello equivalente
          - 567 città (镇 zhèn)
          - 677 comuni (乡 xiāng)
          - 155 comuni etnici (民族乡 mínzúxiāng)
          - 56 sotto-distretti (街道办事处 jiēdàobànshìchù)

### Unità amministrative suddivise per livello di prefettura e livello di contea
Nella seguente tabella viene fornita la suddivisione a seconda del tipo di prefettura e del tipo di contee di cui la prefettura stessa si compone. Sia nel caso delle prefetture autonome che in quello delle contee autonome viene aggiunto il nome ufficiale. Ad esempio, nel caso della prefettura autonoma Dai di Xishuangbanna, la dizione "prefettura autonoma" indica il tipo di prefettura, "Dai" è riferito al nome del gruppo etnico di maggioranza nella prefettura e "Xishuangbanna" è il nome della prefettura. Il nome ufficiale viene fornito anche nella versione in cinese tradizionale, cinese semplificato e pinyin.
| Città-prefettura e prefetture autonome       | Città-prefettura e prefetture autonome | Città-prefettura e prefetture autonome | Città-prefettura e prefetture autonome | Distretti, contee e città                            | Distretti, contee e città      | Distretti, contee e città                       | Distretti, contee e città | Distretti, contee e città |
| Nome                                         | Cinese semplificato                    | Pinyin                                 | Posizione in Cina                      | Mappa                                                | Nº                             | Nome                                            | Cinese semplificato       | Pinyin                    |
| -------------------------------------------- | -------------------------------------- | -------------------------------------- | -------------------------------------- | ---------------------------------------------------- | ------------------------------ | ----------------------------------------------- | ------------------------- | ------------------------- |
| Kunming                                      | 昆明市                                 | Kūnmíng Shì                            |                                        |                                                      | 1                              | Distretto di Panlong                            | 盘龙区                    | Pánlóng Qū                |
| Kunming                                      | 昆明市                                 | Kūnmíng Shì                            | 2                                      | Distretto di Wuhua                                   | 五华区                         | Wǔhuá Qū                                        |                           |                           |
| Kunming                                      | 昆明市                                 | Kūnmíng Shì                            | 3                                      | Distretto di Guandu                                  | 官渡区                         | Guāndù Qū                                       |                           |                           |
| Kunming                                      | 昆明市                                 | Kūnmíng Shì                            | 4                                      | Distretto di Xishan                                  | 西山区                         | Xīshān Qū                                       |                           |                           |
| Kunming                                      | 昆明市                                 | Kūnmíng Shì                            | 5                                      | Distretto di Dongchuan                               | 东川区                         | Dōngchuān Qū                                    |                           |                           |
| Kunming                                      | 昆明市                                 | Kūnmíng Shì                            | 6                                      | Anning                                               | 安宁市                         | Ānníng Shì                                      |                           |                           |
| Kunming                                      | 昆明市                                 | Kūnmíng Shì                            | 7                                      | Distretto di Chenggong                               | 呈贡区                         | Chénggòng Qū                                    |                           |                           |
| Kunming                                      | 昆明市                                 | Kūnmíng Shì                            | 8                                      | Distretto di Jinning                                 | 晋宁区                         | Jìnníng Qū                                      |                           |                           |
| Kunming                                      | 昆明市                                 | Kūnmíng Shì                            | 9                                      | Contea di Fumin                                      | 富民县                         | Fùmín Xiàn                                      |                           |                           |
| Kunming                                      | 昆明市                                 | Kūnmíng Shì                            | 10                                     | Contea di Yiliang                                    | 宜良县                         | Yíliáng Xiàn                                    |                           |                           |
| Kunming                                      | 昆明市                                 | Kūnmíng Shì                            | 11                                     | Contea di Songming                                   | 嵩明县                         | Sōngmíng Xiàn                                   |                           |                           |
| Kunming                                      | 昆明市                                 | Kūnmíng Shì                            | 12                                     | Contea autonoma yi di Shilin                         | 石林彝族自治县                 | Shílín Yízú Zìzhìxiàn                           |                           |                           |
| Kunming                                      | 昆明市                                 | Kūnmíng Shì                            | 13                                     | Contea autonoma yi e miao di Luquan                  | 禄劝彝族苗族自治县             | Lùquàn Yízú Miáozú Zìzhìxiàn                    |                           |                           |
| Kunming                                      | 昆明市                                 | Kūnmíng Shì                            | 14                                     | Contea autonoma hui e yi di Xundian                  | 寻甸回族彝族自治县             | Xúndiàn Huízú Yízú Zìzhìxiàn                    |                           |                           |
| Qujing                                       | 曲靖市                                 | Qǔjìng Shì                             |                                        |                                                      | 1                              | Distretto di Qilin                              | 麒麟区                    | Qílín Qū                  |
| Qujing                                       | 曲靖市                                 | Qǔjìng Shì                             | 2                                      | Xuanwei                                              | 宣威市                         | Xuānwēi Shì                                     |                           |                           |
| Qujing                                       | 曲靖市                                 | Qǔjìng Shì                             | 3                                      | Distretto di Malong                                  | 马龙区                         | Mǎlóng Qū                                       |                           |                           |
| Qujing                                       | 曲靖市                                 | Qǔjìng Shì                             | 4                                      | Distretto di Zhanyi                                  | 沾益区                         | Zhānyì Qū                                       |                           |                           |
| Qujing                                       | 曲靖市                                 | Qǔjìng Shì                             | 5                                      | Contea di Fuyuan                                     | 富源县                         | Fùyuán Xiàn                                     |                           |                           |
| Qujing                                       | 曲靖市                                 | Qǔjìng Shì                             | 6                                      | Contea di Luoping                                    | 罗平县                         | Luópíng Xiàn                                    |                           |                           |
| Qujing                                       | 曲靖市                                 | Qǔjìng Shì                             | 7                                      | Contea di Shizong                                    | 师宗县                         | Shīzōng Xiàn                                    |                           |                           |
| Qujing                                       | 曲靖市                                 | Qǔjìng Shì                             | 8                                      | Contea di Luliang                                    | 陆良县                         | Lùliáng Xiàn                                    |                           |                           |
| Qujing                                       | 曲靖市                                 | Qǔjìng Shì                             | 9                                      | Contea di Huize                                      | 会泽县                         | Huìzé Xiàn                                      |                           |                           |
| Yuxi                                         | 玉溪市                                 | Yùxī Shì                               |                                        |                                                      | 1                              | Distretto di Hongta                             | 红塔区                    | Hóngtǎ Qū                 |
| Yuxi                                         | 玉溪市                                 | Yùxī Shì                               | 2                                      | Distretto di Jiangchuan                              | 江川区                         | Jiāngchuān Qū                                   |                           |                           |
| Yuxi                                         | 玉溪市                                 | Yùxī Shì                               | 3                                      | Contea di Chengjiang                                 | 澄江县                         | Chéngjiāng Xiàn                                 |                           |                           |
| Yuxi                                         | 玉溪市                                 | Yùxī Shì                               | 4                                      | Contea di Tonghai                                    | 通海县                         | Tōnghǎi Xiàn                                    |                           |                           |
| Yuxi                                         | 玉溪市                                 | Yùxī Shì                               | 5                                      | Contea di Huaning                                    | 华宁县                         | Huáníng Xiàn                                    |                           |                           |
| Yuxi                                         | 玉溪市                                 | Yùxī Shì                               | 6                                      | Contea di Yimen                                      | 易门县                         | Yìmén Xiàn                                      |                           |                           |
| Yuxi                                         | 玉溪市                                 | Yùxī Shì                               | 7                                      | Contea autonoma yi di Eshan                          | 峨山彝族自治县                 | Éshān Yízú Zìzhìxiàn                            |                           |                           |
| Yuxi                                         | 玉溪市                                 | Yùxī Shì                               | 8                                      | Contea autonoma yi e dai di Xinping                  | 新平彝族傣族自治县             | Xīnpíng Yízú Dǎizú Zìzhìxiàn                    |                           |                           |
| Yuxi                                         | 玉溪市                                 | Yùxī Shì                               | 9                                      | Contea autonoma hani, yi e dai di Yuanjiang          | 元江哈尼族彝族傣族自治县       | Yuánjiāng Hānízú Yízú Dǎizú Zìzhìxiàn           |                           |                           |
| Baoshan                                      | 保山市                                 | Bǎoshān Shì                            |                                        |                                                      | 1                              | Distretto di Longyang                           | 隆阳区                    | Lóngyáng Qū               |
| Baoshan                                      | 保山市                                 | Bǎoshān Shì                            | 2                                      | Contea di Shidian                                    | 施甸县                         | Shīdiàn Xiàn                                    |                           |                           |
| Baoshan                                      | 保山市                                 | Bǎoshān Shì                            | 3                                      | Contea di Tengchong                                  | 腾冲县                         | Téngchōng Xiàn                                  |                           |                           |
| Baoshan                                      | 保山市                                 | Bǎoshān Shì                            | 4                                      | Contea di Longling                                   | 龙陵县                         | Lónglíng Xiàn                                   |                           |                           |
| Baoshan                                      | 保山市                                 | Bǎoshān Shì                            | 5                                      | Contea di Changning                                  | 昌宁县                         | Chāngníng Xiàn                                  |                           |                           |
| Zhaotong                                     | 昭通市                                 | Zhāotōng Shì                           |                                        |                                                      | 1                              | Distretto di Zhaoyang                           | 昭阳区                    | Zhāoyáng Qū               |
| Zhaotong                                     | 昭通市                                 | Zhāotōng Shì                           | 2                                      | Contea di Ludian                                     | 鲁甸县                         | Lǔdiàn Xiàn                                     |                           |                           |
| Zhaotong                                     | 昭通市                                 | Zhāotōng Shì                           | 3                                      | Contea di Qiaojia                                    | 巧家县                         | Qiǎojiā Xiàn                                    |                           |                           |
| Zhaotong                                     | 昭通市                                 | Zhāotōng Shì                           | 4                                      | Contea di Yanjin                                     | 盐津县                         | Yánjīn Xiàn                                     |                           |                           |
| Zhaotong                                     | 昭通市                                 | Zhāotōng Shì                           | 5                                      | Contea di Daguan                                     | 大关县                         | Dàguān Xiàn                                     |                           |                           |
| Zhaotong                                     | 昭通市                                 | Zhāotōng Shì                           | 6                                      | Contea di Yongshan                                   | 永善县                         | Yǒngshàn Xiàn                                   |                           |                           |
| Zhaotong                                     | 昭通市                                 | Zhāotōng Shì                           | 7                                      | Contea di Suijiang                                   | 绥江县                         | Suíjiāng Xiàn                                   |                           |                           |
| Zhaotong                                     | 昭通市                                 | Zhāotōng Shì                           | 8                                      | Contea di Zhenxiong                                  | 镇雄县                         | Zhènxióng Xiàn                                  |                           |                           |
| Zhaotong                                     | 昭通市                                 | Zhāotōng Shì                           | 9                                      | Contea di Yiliang                                    | 彝良县                         | Yíliáng Xiãn                                    |                           |                           |
| Zhaotong                                     | 昭通市                                 | Zhāotōng Shì                           | 10                                     | Contea di Weixin                                     | 威信县                         | Wēixìn Xiàn                                     |                           |                           |
| Zhaotong                                     | 昭通市                                 | Zhāotōng Shì                           | 11                                     | Shuifu                                               | 水富市                         | Shuǐfù Shì                                      |                           |                           |
| Lijiang                                      | 麗江市                                 | Lìjiāng Shì                            |                                        |                                                      | 1                              | Distretto di Gucheng                            | 古城区                    | Gǔchéng Qū                |
| Lijiang                                      | 麗江市                                 | Lìjiāng Shì                            | 2                                      | Contea di Yongsheng                                  | 永胜县                         | Yǒngshèng Xiàn                                  |                           |                           |
| Lijiang                                      | 麗江市                                 | Lìjiāng Shì                            | 3                                      | Contea di Huaping                                    | 华坪县                         | Huápíng Xiàn                                    |                           |                           |
| Lijiang                                      | 麗江市                                 | Lìjiāng Shì                            | 4                                      | Contea autonoma naxi di Yulong                       | 玉龙纳西族自治县               | Yùlóng Nàxīzú Zìzhìxiàn                         |                           |                           |
| Lijiang                                      | 麗江市                                 | Lìjiāng Shì                            | 5                                      | Contea autonoma yi di Ninglang                       | 宁蒗彝族自治县                 | Nínglàng Yízú Zìzhìxiàn                         |                           |                           |
| Pu'er                                        | 普洱市                                 | Pǔ'ěr Shì                              |                                        |                                                      | 1                              | Distretto di Simao                              | 思茅区                    | Sīmáo Qū                  |
| Pu'er                                        | 普洱市                                 | Pǔ'ěr Shì                              | 2                                      | Contea autonoma hani e yi di Ning'er                 | 宁洱哈尼族彝族自治县           | Níng'ěr Hānízú Yízú Zìzhìxiàn                   |                           |                           |
| Pu'er                                        | 普洱市                                 | Pǔ'ěr Shì                              | 3                                      | Contea autonoma hani di Mojiang                      | 墨江哈尼族自治县               | Mòjiāng Hānízú Zìzhìxiàn                        |                           |                           |
| Pu'er                                        | 普洱市                                 | Pǔ'ěr Shì                              | 4                                      | Contea autonoma yi di Jingdong                       | 景东彝族自治县                 | Jǐngdōng Yízú Zìzhìxiàn                         |                           |                           |
| Pu'er                                        | 普洱市                                 | Pǔ'ěr Shì                              | 5                                      | Contea autonoma dai e yi di Jinggu                   | 景谷傣族彝族自治县             | Jǐnggǔ Dǎizú Yízú Zìzhìxiàn                     |                           |                           |
| Pu'er                                        | 普洱市                                 | Pǔ'ěr Shì                              | 6                                      | Contea autonoma yi, hani e lahu di Zhenyuan          | 镇沅彝族哈尼族拉祜族自治县     | Zhènyuán Yízú Hānízú Lāhùzú Zìzhìxiàn           |                           |                           |
| Pu'er                                        | 普洱市                                 | Pǔ'ěr Shì                              | 7                                      | Contea autonoma hani e yi di Jiangcheng              | 江城哈尼族彝族自治县           | Jiāngchéng Hānízú Yízú Zìzhìxiàn                |                           |                           |
| Pu'er                                        | 普洱市                                 | Pǔ'ěr Shì                              | 8                                      | Contea autonoma dai, lahu e va di Menglian           | 孟连傣族拉祜族佤族自治县       | Mènglián Dǎizú Lāhùzú Wǎzú Zìzhìxiàn            |                           |                           |
| Pu'er                                        | 普洱市                                 | Pǔ'ěr Shì                              | 9                                      | Contea autonoma lahu di Lancang                      | 澜沧拉祜族自治县               | Láncāng Lāhùzú Zìzhìxiàn                        |                           |                           |
| Pu'er                                        | 普洱市                                 | Pǔ'ěr Shì                              | 10                                     | Contea autonoma va di Ximeng                         | 西盟佤族自治县                 | Xīméng Wǎzú Zìzhìxiàn                           |                           |                           |
| Lincang                                      | 臨滄市                                 | Líncāng Shì                            |                                        |                                                      | 1                              | Distretto di Linxiang                           | 临翔区                    | Línxiáng Qū               |
| Lincang                                      | 臨滄市                                 | Líncāng Shì                            | 2                                      | Contea di Fengqing                                   | 凤庆县                         | Fèngqìng Xiàn                                   |                           |                           |
| Lincang                                      | 臨滄市                                 | Líncāng Shì                            | 3                                      | Contea di Yun                                        | 云县                           | Yún Xiàn                                        |                           |                           |
| Lincang                                      | 臨滄市                                 | Líncāng Shì                            | 4                                      | Contea di Yongde                                     | 永德县                         | Yǒngdé Xiàn                                     |                           |                           |
| Lincang                                      | 臨滄市                                 | Líncāng Shì                            | 5                                      | Contea di Zhenkang                                   | 镇康县                         | Zhènkāng Xiàn                                   |                           |                           |
| Lincang                                      | 臨滄市                                 | Líncāng Shì                            | 6                                      | Contea autonoma lahu, va, blang e dai di Shuangjiang | 双江拉祜族佤族布朗族傣族自治县 | Shuāngjiāng Lāhùzú Wǎzú Bùlǎngzú ǎizú Zìzhìxiàn |                           |                           |
| Lincang                                      | 臨滄市                                 | Líncāng Shì                            | 7                                      | Contea autonoma dai e va di Gengma                   | 耿马傣族佤族自治县             | Gěngmǎ Dǎizú Wǎzú Zìzhìxiàn                     |                           |                           |
| Lincang                                      | 臨滄市                                 | Líncāng Shì                            | 8                                      | Contea autonoma va di Cangyuan                       | 沧源佤族自治县                 | Cāngyuán Wǎzú Zìzhìxiàn                         |                           |                           |
| Prefettura autonoma dai e jingpo di Dehong   | 德宏傣族景頗族自治州                   | Déhóng Dǎizú Jǐngpōzú Zìzhìzhōu        |                                        |                                                      | 1                              | Mangshi                                         | 潞西市                    | Lùxī Shì                  |
| Prefettura autonoma dai e jingpo di Dehong   | 德宏傣族景頗族自治州                   | Déhóng Dǎizú Jǐngpōzú Zìzhìzhōu        | 2                                      | Ruili                                                | 瑞丽市                         | Ruìlì Shì                                       |                           |                           |
| Prefettura autonoma dai e jingpo di Dehong   | 德宏傣族景頗族自治州                   | Déhóng Dǎizú Jǐngpōzú Zìzhìzhōu        | 3                                      | Contea di Lianghe                                    | 梁河县                         | Liánghé Xiàn                                    |                           |                           |
| Prefettura autonoma dai e jingpo di Dehong   | 德宏傣族景頗族自治州                   | Déhóng Dǎizú Jǐngpōzú Zìzhìzhōu        | 4                                      | Contea di Yingjiang                                  | 盈江县                         | Yíngjiāng Xiàn                                  |                           |                           |
| Prefettura autonoma dai e jingpo di Dehong   | 德宏傣族景頗族自治州                   | Déhóng Dǎizú Jǐngpōzú Zìzhìzhōu        | 5                                      | Contea di Longchuan                                  | 陇川县                         | Lǒngchuān Xiàn                                  |                           |                           |
| Prefettura autonoma lisu di Nujiang          | 怒江傈僳族自治州                       | Nùjiāng Lìsùzú Zìzhìzhōu               |                                        |                                                      | 1                              | Contea di Lushui                                | 泸水县                    | Lúshuǐ Xiàn               |
| Prefettura autonoma lisu di Nujiang          | 怒江傈僳族自治州                       | Nùjiāng Lìsùzú Zìzhìzhōu               | 2                                      | Contea di Fugong                                     | 福贡县                         | Fúgòng Xiàn                                     |                           |                           |
| Prefettura autonoma lisu di Nujiang          | 怒江傈僳族自治州                       | Nùjiāng Lìsùzú Zìzhìzhōu               | 3                                      | Contea autonoma derung e nu di Gongshan              | 贡山独龙族怒族自治县           | Gòngshān Dúlóngzú Nùzú Zìzhìxiàn                |                           |                           |
| Prefettura autonoma lisu di Nujiang          | 怒江傈僳族自治州                       | Nùjiāng Lìsùzú Zìzhìzhōu               | 4                                      | Contea autonoma bai e pumi di Lanping                | 兰坪白族普米族自治县           | Lánpíng Báizú Pǔmǐzú Zìzhìxiàn                  |                           |                           |
| Prefettura autonoma tibetana di Dêqên        | 迪慶藏族自治州                         | Díqìng Zàngzú Zìzhìzhōu                |                                        |                                                      | 1                              | Shangri-La                                      | 香格里拉市                | Xiānggélǐlā Shì           |
| Prefettura autonoma tibetana di Dêqên        | 迪慶藏族自治州                         | Díqìng Zàngzú Zìzhìzhōu                | 2                                      | Contea di Dêqên                                      | 德钦县                         | Déqīn Xiàn                                      |                           |                           |
| Prefettura autonoma tibetana di Dêqên        | 迪慶藏族自治州                         | Díqìng Zàngzú Zìzhìzhōu                | 3                                      | Contea autonoma lisu di Weixi                        | 维西傈僳族自治县               | Wéixī Lìsùzú Zìzhìxiàn                          |                           |                           |
| Prefettura autonoma bai di Dali              | 大理白族自治州                         | Dàlǐ Báizú Zìzhìzhōu                   |                                        |                                                      | 1                              | Dali                                            | 大理市                    | Dàlǐ Shì                  |
| Prefettura autonoma bai di Dali              | 大理白族自治州                         | Dàlǐ Báizú Zìzhìzhōu                   | 2                                      | Contea di Xiangyun                                   | 祥云县                         | Xiángyún Xiàn                                   |                           |                           |
| Prefettura autonoma bai di Dali              | 大理白族自治州                         | Dàlǐ Báizú Zìzhìzhōu                   | 3                                      | Contea di Binchuan                                   | 宾川县                         | Bīnchuān Xiàn                                   |                           |                           |
| Prefettura autonoma bai di Dali              | 大理白族自治州                         | Dàlǐ Báizú Zìzhìzhōu                   | 4                                      | Contea di Midu                                       | 弥渡县                         | Mídù Xiàn                                       |                           |                           |
| Prefettura autonoma bai di Dali              | 大理白族自治州                         | Dàlǐ Báizú Zìzhìzhōu                   | 5                                      | Contea di Yongping                                   | 永平县                         | Yǒngpíng Xiàn                                   |                           |                           |
| Prefettura autonoma bai di Dali              | 大理白族自治州                         | Dàlǐ Báizú Zìzhìzhōu                   | 6                                      | Contea di Yunlong                                    | 云龙县                         | Yúnlóng Xiàn                                    |                           |                           |
| Prefettura autonoma bai di Dali              | 大理白族自治州                         | Dàlǐ Báizú Zìzhìzhōu                   | 7                                      | Contea di Eryuan                                     | 洱源县                         | Ěryuán Xiàn                                     |                           |                           |
| Prefettura autonoma bai di Dali              | 大理白族自治州                         | Dàlǐ Báizú Zìzhìzhōu                   | 8                                      | Contea di Jianchuan                                  | 剑川县                         | Jiànchuān Xiàn                                  |                           |                           |
| Prefettura autonoma bai di Dali              | 大理白族自治州                         | Dàlǐ Báizú Zìzhìzhōu                   | 9                                      | Contea di Heqing                                     | 鹤庆县                         | Hèqìng Xiàn                                     |                           |                           |
| Prefettura autonoma bai di Dali              | 大理白族自治州                         | Dàlǐ Báizú Zìzhìzhōu                   | 10                                     | Contea autonoma yi di Yangbi                         | 漾濞彝族自治县                 | Yàngbì Yízú Zìzhìxiàn                           |                           |                           |
| Prefettura autonoma bai di Dali              | 大理白族自治州                         | Dàlǐ Báizú Zìzhìzhōu                   | 11                                     | Contea autonoma yi di Nanjian                        | 南涧彝族自治县                 | Nánjiàn Yízú Zìzhìxiàn                          |                           |                           |
| Prefettura autonoma bai di Dali              | 大理白族自治州                         | Dàlǐ Báizú Zìzhìzhōu                   | 12                                     | Contea autonoma yi e hui di Weishan                  | 巍山彝族回族自治县             | Wēishān Yízú Huízú Zìzhìxiàn                    |                           |                           |
| Prefettura autonoma yi di Chuxiong           | 楚雄彝族自治州                         | Chǔxióng Yízú Zìzhìzhōu                |                                        |                                                      | 1                              | Chuxiong                                        | 楚雄市                    | Chǔxióng Shì              |
| Prefettura autonoma yi di Chuxiong           | 楚雄彝族自治州                         | Chǔxióng Yízú Zìzhìzhōu                | 2                                      | Contea di Shuangbai                                  | 双柏县                         | Shuāngbǎi Xiàn                                  |                           |                           |
| Prefettura autonoma yi di Chuxiong           | 楚雄彝族自治州                         | Chǔxióng Yízú Zìzhìzhōu                | 3                                      | Contea di Mouding                                    | 牟定县                         | Móudìng Xiàn                                    |                           |                           |
| Prefettura autonoma yi di Chuxiong           | 楚雄彝族自治州                         | Chǔxióng Yízú Zìzhìzhōu                | 4                                      | Contea di Nanhua                                     | 南华县                         | Nánhuá Xiàn                                     |                           |                           |
| Prefettura autonoma yi di Chuxiong           | 楚雄彝族自治州                         | Chǔxióng Yízú Zìzhìzhōu                | 5                                      | Contea di Yao'an                                     | 姚安县                         | Yáo'ān Xiàn                                     |                           |                           |
| Prefettura autonoma yi di Chuxiong           | 楚雄彝族自治州                         | Chǔxióng Yízú Zìzhìzhōu                | 6                                      | Contea di Dayao                                      | 大姚县                         | Dàyáo Xiàn                                      |                           |                           |
| Prefettura autonoma yi di Chuxiong           | 楚雄彝族自治州                         | Chǔxióng Yízú Zìzhìzhōu                | 7                                      | Contea di Yongren                                    | 永仁县                         | Yǒngrén Xiàn                                    |                           |                           |
| Prefettura autonoma yi di Chuxiong           | 楚雄彝族自治州                         | Chǔxióng Yízú Zìzhìzhōu                | 8                                      | Contea di Yuanmou                                    | 元谋县                         | Yuánmóu Xiàn                                    |                           |                           |
| Prefettura autonoma yi di Chuxiong           | 楚雄彝族自治州                         | Chǔxióng Yízú Zìzhìzhōu                | 9                                      | Contea di Wuding                                     | 武定县                         | Wǔdìng Xiàn                                     |                           |                           |
| Prefettura autonoma yi di Chuxiong           | 楚雄彝族自治州                         | Chǔxióng Yízú Zìzhìzhōu                | 10                                     | Contea di Lufeng                                     | 禄丰县                         | Lùfēng Xiàn                                     |                           |                           |
| Prefettura autonoma hani e yi di Honghe      | 紅河哈尼族彝族自治州                   | Hónghé Hānízú Yízú Zìzhìzhōu           |                                        |                                                      | 1                              | Mengzi                                          | 蒙自市                    | Méngzì Shì                |
| Prefettura autonoma hani e yi di Honghe      | 紅河哈尼族彝族自治州                   | Hónghé Hānízú Yízú Zìzhìzhōu           | 2                                      | Gejiu                                                | 个旧市                         | Gèjiù Shì                                       |                           |                           |
| Prefettura autonoma hani e yi di Honghe      | 紅河哈尼族彝族自治州                   | Hónghé Hānízú Yízú Zìzhìzhōu           | 3                                      | Kaiyuan                                              | 开远市                         | Kāiyuǎn Shì                                     |                           |                           |
| Prefettura autonoma hani e yi di Honghe      | 紅河哈尼族彝族自治州                   | Hónghé Hānízú Yízú Zìzhìzhōu           | 4                                      | Contea di Lüchun                                     | 绿春县                         | Lǜchūn Xiàn                                     |                           |                           |
| Prefettura autonoma hani e yi di Honghe      | 紅河哈尼族彝族自治州                   | Hónghé Hānízú Yízú Zìzhìzhōu           | 5                                      | Contea di Jianshui                                   | 建水县                         | Jiànshuǐ Xiàn                                   |                           |                           |
| Prefettura autonoma hani e yi di Honghe      | 紅河哈尼族彝族自治州                   | Hónghé Hānízú Yízú Zìzhìzhōu           | 6                                      | Contea di Shiping                                    | 石屏县                         | Shípíng Xiàn                                    |                           |                           |
| Prefettura autonoma hani e yi di Honghe      | 紅河哈尼族彝族自治州                   | Hónghé Hānízú Yízú Zìzhìzhōu           | 7                                      | Mile                                                 | 弥勒市                         | Mílè Shì                                        |                           |                           |
| Prefettura autonoma hani e yi di Honghe      | 紅河哈尼族彝族自治州                   | Hónghé Hānízú Yízú Zìzhìzhōu           | 8                                      | Contea di Luxi                                       | 泸西县                         | Lúxī Xiàn                                       |                           |                           |
| Prefettura autonoma hani e yi di Honghe      | 紅河哈尼族彝族自治州                   | Hónghé Hānízú Yízú Zìzhìzhōu           | 9                                      | Contea di Yuanyang                                   | 元阳县                         | Yuányáng Xiàn                                   |                           |                           |
| Prefettura autonoma hani e yi di Honghe      | 紅河哈尼族彝族自治州                   | Hónghé Hānízú Yízú Zìzhìzhōu           | 10                                     | Contea di Honghe                                     | 红河县                         | Hónghé Xiàn                                     |                           |                           |
| Prefettura autonoma hani e yi di Honghe      | 紅河哈尼族彝族自治州                   | Hónghé Hānízú Yízú Zìzhìzhōu           | 11                                     | Contea autonoma miao, yao e dai di Jinping           | 金平苗族瑶族傣族自治县         | Jīnpíng Miáozú Yáozú Dǎizú ìzhìxiàn             |                           |                           |
| Prefettura autonoma hani e yi di Honghe      | 紅河哈尼族彝族自治州                   | Hónghé Hānízú Yízú Zìzhìzhōu           | 12                                     | Contea autonoma yao di Hekou                         | 河口瑶族自治县                 | Hékǒu Yáozú Zìzhìxiàn                           |                           |                           |
| Prefettura autonoma hani e yi di Honghe      | 紅河哈尼族彝族自治州                   | Hónghé Hānízú Yízú Zìzhìzhōu           | 13                                     | Contea autonoma miao di Pingbian                     | 屏边苗族自治县                 | Píngbiān Miáozú Zìzhìxiàn                       |                           |                           |
| Prefettura autonoma zhuang e miao di Wenshan | 文山壯族苗族自治州                     | Wénshān Zhuàngzú Miáozú Zìzhìzhōu      |                                        |                                                      | 1                              | Wenshan                                         | 文山市                    | Wénshān Shì               |
| Prefettura autonoma zhuang e miao di Wenshan | 文山壯族苗族自治州                     | Wénshān Zhuàngzú Miáozú Zìzhìzhōu      | 2                                      | Contea di Yanshan                                    | 砚山县                         | Yànshān Xiàn                                    |                           |                           |
| Prefettura autonoma zhuang e miao di Wenshan | 文山壯族苗族自治州                     | Wénshān Zhuàngzú Miáozú Zìzhìzhōu      | 3                                      | Contea di Xichou                                     | 西畴县                         | Xīchóu Xiàn                                     |                           |                           |
| Prefettura autonoma zhuang e miao di Wenshan | 文山壯族苗族自治州                     | Wénshān Zhuàngzú Miáozú Zìzhìzhōu      | 4                                      | Contea di Malipo                                     | 麻栗坡县                       | Málìpō Xiàn                                     |                           |                           |
| Prefettura autonoma zhuang e miao di Wenshan | 文山壯族苗族自治州                     | Wénshān Zhuàngzú Miáozú Zìzhìzhōu      | 5                                      | Contea di Maguan                                     | 马关县                         | Mǎguān Xiàn                                     |                           |                           |
| Prefettura autonoma zhuang e miao di Wenshan | 文山壯族苗族自治州                     | Wénshān Zhuàngzú Miáozú Zìzhìzhōu      | 6                                      | Contea di Qiubei                                     | 丘北县                         | Qiūběi Xiàn                                     |                           |                           |
| Prefettura autonoma zhuang e miao di Wenshan | 文山壯族苗族自治州                     | Wénshān Zhuàngzú Miáozú Zìzhìzhōu      | 7                                      | Contea di Guangnan                                   | 广南县                         | Guǎngnán Xiàn                                   |                           |                           |
| Prefettura autonoma zhuang e miao di Wenshan | 文山壯族苗族自治州                     | Wénshān Zhuàngzú Miáozú Zìzhìzhōu      | 8                                      | Contea di Funing                                     | 富宁县                         | Fùníng Xiàn                                     |                           |                           |
| Prefettura autonoma dai di Xishuangbanna     | 西雙版納傣族自治州                     | Xīshuāngbǎnnà Dǎizú Zìzhìzhōu          |                                        |                                                      | 1                              | Jinghong                                        | 景洪市                    | Jǐnghóng Shì              |
| Prefettura autonoma dai di Xishuangbanna     | 西雙版納傣族自治州                     | Xīshuāngbǎnnà Dǎizú Zìzhìzhōu          | 2                                      | Contea di Menghai                                    | 勐海县                         | Měnghǎi Xiàn                                    |                           |                           |
| Prefettura autonoma dai di Xishuangbanna     | 西雙版納傣族自治州                     | Xīshuāngbǎnnà Dǎizú Zìzhìzhōu          | 3                                      | Contea di Mengla                                     | 勐腊县                         | Měnglà Xiàn                                     |                           |                           |